# شیگرو کویاما
شیگرو کویاما (انگلیسی: Shigeru Kōyama؛ ۱۶ ژانویهٔ ۱۹۲۹ – ۳ ژانویهٔ ۲۰۱۷ (۸۷ سال)) هنرپیشه اهل ژاپن بود. از فیلم‌هایی که وی در آن نقش داشته است، می‌توان به باران سیاه، جنوبگان، شورش سامورایی و بکش! اشاره کرد.